# قافية (شعر شرقي)
القافية في الغزليات الفارسية والتركية والأردية هو نمط القافية للكلمات التي يجب أن تسبق الرديف مباشرة. القافية هي القافية الفعلية للغزل.